# Пауло Сержіо
Пауло Сержіо (порт. Paulo Sérgio, нар. 2 червня 1969, Сан-Паулу) — бразильський футболіст, що грав на позиції нападника.
Виступав, зокрема, за німецькі «Баєр 04» та «Баварію» , а також національну збірну Бразилії.
У складі «Баварії» дворазовий чемпіон Німеччини, володар Кубка Німеччини, переможець Ліги чемпіонів УЄФА, а також володар Міжконтинентального кубка. У складі збірної — чемпіон світу.

## Клубна кар'єра
У дорослому футболі дебютував 1988 року виступами за команду клубу «Корінтіанс», в якій протягом року взяв участь лише у 7 матчах чемпіонату. 1989 року був відданий в оренду до нижчолігового «Новорізонтіно» для отримання практики. Повернувшись до «Корінтіанс» 1990 року, став регулярно виступати у складі його команди і невдовзі привернув увагу скаутів європейських клубів. 
1993 року прийняв пропозицію перейти до німецького «Баєр 04». Відіграв за команду з Леверкузена наступні чотири сезони своєї ігрової кар'єри. Більшість часу, проведеного у складі «Баєра», був основним гравцем атакувальної ланки команди. У складі «Баєра» був одним з головних бомбардирів команди, маючи середню результативність на рівні 0,39 голу за гру першості.
Протягом 1997—1999 років грав в Італії, де захищав кольори «Роми», граючи попереду разом з молодими Франческо Тотті та Марко Дельвеккіо. Демонстрував непогану результативність (24 голи у 64 іграх Серії A), проте 1999 року керівництво клубу ухвалило рішення придбати на його позицію Вінченцо Монтеллу.
1999 року досвідчений нападник повернувся до німецької Бундесліги, ставши гравцем мюнхенської «Баварії», з якою досяг найбільших успіхів у своїй клубній кар'єрі. Протягом трьох років, проведених у Мюнхені бразилець двічі ставав чемпіоном країни, а також здобував перемоги у Лізі чемпіонів УЄФА та розіграші Міжконтинентального кубка.
У 2002 році 33-річний на той момент гравець продовжив виступи в еміратському клубі «Аль-Вахда» (Абу-Дабі), а наступного року повернувся на батьківщину, де й завершив професійну ігрову кар'єру у клубі «Баїя».

## Виступи за збірну
1991 року дебютував в офіційних матчах у складі національної збірної Бразилії. Протягом кар'єри у національній команді, яка тривала 4 роки, провів у формі головної команди країни лише 13 матчів, забивши 2 голи. Здебільшого перебував «у тіні» зіркових форвардів збірної Бразилії того періоду Ромаріу та Бебету.
У складі збірної був учасником чемпіонату світу 1994 року у США, здобувши того року титул чемпіона світу.

## Титули і досягнення
- Чемпіон Бразилії (1):

«Корінтіанс»: 1990
- Володар Суперкубка Бразилії (1):

«Корінтіанс»: 1991
- Чемпіон світу (1):

Бразилія: 1994
- Чемпіон Німеччини (2):

«Баварія»: 2000, 2001
- Володар Кубка Німеччини (1):

«Баварія»: 2000
- Володар Кубка німецької ліги (2):

«Баварія»: 1999, 2000
- Переможець Ліги чемпіонів УЄФА (1):

«Баварія»: 2001
- Володар Міжконтинентального кубка (1):

«Баварія»: 2001